# Епирско деспотство
Вижте пояснителната страница за други значения на Епир.
Епирското деспотство е историческа държава, образувана към 1205 г. в западните части на Балканския полуостров със столици Янина, Арта, Гелокастро и Воница. От 1254 г. е васално на Никейската империя. Съумява да остане автономно до около 1337 г., когато е покорено от възстановената Византийска империя на Палеолозите. През XIV век деспотството попада под властта на Сръбското царство, след това е владение на боляри, а в края на века преминава под османска власт, за да премине в историята. 

## Терминология
Първият владетел на Епир, удостоен с титул деспот през 1249 г., е Михаил II Комнин. Титлата му е призната от никейския император Йоан III Дука Ватаци за ойкуменето на Епир и Тесалия. Във византийската йерархия титулът деспот не подразбира задължително сам по себе си определена териториална юрисдикция.

## История
През 1204 г. византийската столица Константинопол пада под властта на кръстоносците от Четвъртия кръстоносен поход, които създават Латинската империя и подвластното им Солунско кралство. Останалата част от Византия е разпокъсана на три: Трапезундска империя, Никейска империя и Епирско деспотство.
Михаил I Комнин Дука (Ангел) (1205 – 1215) завоюва през 1206 г. остров Корфу. Той отблъсква няколко нападения на норманите. От 1215 г. негов наследник е Теодор Комнин (1215 – 1230). През 1215 г. той покорява голяма част от Македония и между 1218 и 1224 г. провежда успешни походи срещу българите и латините. Теодор Комнин отвоюва в 1224 г. Солун, а по-късно се самопровъзгласява за василевс (император), титла непризната от ромеите в Никейската империя. Към 1228 г. сключва с цар Иван Асен II договор, скрепен с династически брак между Мария (дъщеря на българския цар от първия му брак) и деспот Мануил, брат на солунския василевс. Теодор Комнин нарушава договора и на 9 март 1230 г. край село Клокотница е разбит, като самият той попада заедно със семейството си в български плен. Епирската държава се разпада на три независими части (Солун, Епир и Тесалия), преставайки да играе важна геополитическа роля. През 1242 г. никейският император Йоан Ватаци заставя Йоан Ангел, сина на Теодор Комнин, да се откаже от императорската/василевска титла и да се признае за васал на Никея. През 1254 г. той заставя със сила и деспота на Епир, Михаил II Комнин, да стане васал на Никея, като самият той остава последният независим епирски владетел.
Коварният и честолюбив Михаил II сключва съюз с краля на Сицилианското кралство Манфред (женен за Елена Дукина, дъщеря на Михаил II) и със Сърбия, но Михаил VIII Палеолог (1261 – 1281) му нанася поражение в долината на Битоля (Пелагонийска битка) в Македония (1259). Никейската империя се налага над Епирското деспотство, а на 25 юли 1261 г. никейците превземат от латинците и Константинопол. На 15 август 1261 г. Михаил Палеолог е тържествено коронясан за император в „Св. София“ в Константинопол.
През 1262 г. латини, венецианци и епирци воюват с Византия, а през 1273 г. епирците на Йоан I Дука, деспот на Солун (1271 – 1289), с поддръжката на латинците, разбиват ромейските войски, които обсаждат Неопатрас. През 1277 г. епирците побеждават ромеите в сражението при Фарсала. В Епир династията на Ангелите управлява до 1318 г.
През XIV век Епир попада под властта на Сръбското царство, след това е за кратко независимо Тесалийско-епирско царство на душановия полубрат Симеон Синиша , а от края на века – под османска власт. Преди територията на деспотството да бъде завоювана от скопските санджакбейове през XV век, от остатъците на деспотството се образуват редица самостоятелни владения, които често воюват помежду си.

## Етнически състав
Етническият състав на Епирското деспотство е пъстър: гърци, българи, италианци. Преди да попадне под османска власт обособилата се като самостойна Тесалия, с части от Епир, е владение на семейство Филантропини.

### Династия Комнин Дука
- Михаил I Комнин (1205 – 1215)
- Теодор Комнин (1215 – 1230), владетел на Солун от 1224 г.
- Михаил II Комнин (1230 – 1268)
- Никифор I Комнин (1268 – 1297)
- Тома I Комнин (1297 – 1318)

### Династия Орсини
- Николай Орсини (1318 – 1323)
- Йоан II Орсини (1323 – 1335)
- Никифор II Орсини (1335 – 1337 и 1356 – 1359)

## Владетели наЕпирското царство

### Династия Неманич Палеолог
- Симеон Синиша (1359 – 1366)
- Тома II Комнин Прелюбович (1367 – 1384)
- Мария Ангелина Дукина Палеологина (1384 – 1385)

### Династия Бунделмонти
- Исав де Бунделмонти (1385 – 1411)
- Джорджо де Бунделмонти (1411)

### Династия Токо
- Карло I Токо (1411 – 1429)
- Карло II Токо (1429 – 1448), падането на Янина (1430 г.)
- Леонардо III Токо (1448 – 1479), падането на Арта (1449 г.) и Ангелокастро (1460 г.)